# Антропогени стресни фактори
Антропогени стресни фактори су они који настају дејством човека и чије дејство на биљке може бити директно или индиректно (мењају физичко-хемијске услове средине у којој биљке расту и развијају се). Дејство ових фактор на биљке, али и друге организме, све више долази до изражаја, и то првенствено због интензивног технолошког напретка и развоја индустрије, саобраћаја и урбанизације који повећавају контаминацију животне средине. Један од најзначајнијих контаминаната је и пољопривреда. То је резултат све интензивније хемизације пољопривреде (неадекватне употребе ђубрива, средстава за заштиту биљака и других агенаса), а до које долази због све веће потребе за продукцијом хране за становништво чији се број значајно увећава. Пројекције су да ће на нашој планети до 2050. Године живети 9 милијарди људи и да се садашња пољопривредна производња мора удвостручити да би покрила потребе толиког броја становништва.
Ефекти антропогених фактора се могу разматрати и на глобалном и локалном нивоу. На глобалном нивоу они изазивају или појачавају ефекат „стаклене баште“, утичу на појаву озонских рупа, киселих киша и слично, а на локалном мењају специфичне услове станишта на којима се биљке развијају.
Реакције биљака на дејство полутаната могу бити такозвана акутна оштећења када су оне изложене високој концентрацији загађивача, и то најчешће у њиховој непосредној близини. Та оштећења могу имати и латентне последице. Хронична оштећења се јављају уколико су биљке у дужем временском периоду изложене мањим количинама полутаната. Тада се обично не јављају јасни визуелни знаци оштећења, као код акутних, иако последице по биљке могу такође бити леталне. Стога је веома важно уочити прве знаке оштећења код биљака. Оно што је такође значајно је да полутанти имају често синергично дејство са климатским факторима и другим стресним факторима (посебно биотичким), што додатно појачава њихово неповољно дејство.
Антропогени фактори се најчешће разматрају као ефекти емисије полутаната који могу да изазову контаминацију:
- атмосфере
- земљишта или
- вода

### Атмосферски полутанти
За последњих 200 година у атмосфери се знатно повећала концентрација гасова, као што су угљен-диоксид, оксиди азота, метана, амонијака, угљен-моноксида и других аерозагађивача и полутаната, што је знатно утицало на квалитет атмосфере и животну средину и довело до повећања ефекта „стаклене баште“. Ефекат стаклене баште је резултат интеракције Сунчевог зрачења и слоја Земљине атмосфере који се протеже до 100 km изнад Земљине површине. То зрачење се потом претвара у дуготаласно топлотно (инфрацрвено) и делом враћа назад у атмосферу где доводи до загревања гасова као што су водена пара, угљен-диоксид, метан, хлорофлуорокарбонати, оксиди азота и тропосферски озон. Загревајући се, ови гасови емитују инфрацрвено зрачење које се делом поново враћа ка Земљиној површини и загрева је. Зато се и овај ефекат, по аналогији са стаклом које спречава да топлота изађе из стакларе, назива ефекат „стаклене баште“.
Интензивне антрополошке активности (посебно индустријски и пољопривредни развој) су јако повећале концентрацију стакленичких гасова. Ова промена хемијског састава атмосфере довела је до тога да, уместо да пропушта топлоту одбијену са површине, атмосфера почиње да задржава одбијену топлоту. На овај начин се цела атмосфера све више загрева и ефекат „стаклене баште“ постаје све већи. Што се одражава не само на климатске услове (глобално загревање) већ и много шире на животне услове на нашој планети. Ефекту стаклене баште доприноси и уништавање великих шумских екосистема на Земљи.
Атмосферски полутанти се по свом дејству деле у две категорије:
- Примарни (оксиди сумпора, азота и угљеника, флуориди, различита волатилна органска једињења (VOC) и други угљоводоници (метан, алкени))
- Секундарни

Сумпор-диоксид је најзначајнији и најчешћи атмосферски полутант који настаје сагоревањем угља и других горива у индустријским или урбаним постројењима. Лако се оксидује до SO3 који се потом раствара у капљицама воде у атмосфери градећи прво сумпорасту (H2SO3), па потом сумпорну киселину (H2SO4), која доспева до Земљине површине или мора у облику веома штетних, такозваних киселих киша.
Азотни оксиди (NO и NO2) настају при сагоревању фосилних горива или биомасе из атмосферског N2 и O2 или у земљишту у процесу денитрификације. Азотна ђубрива су такође један од извора оксида азота. Ефекат азотних оксида зависи не толико од концентрације, колико од услова који погодују њиховој растворљивости.
Ефекти стаклене баште, појава киселих киша, фотохемијског смога или тропосферског озона спадају у секундарне ефекте полутаната насталих као резултат примарних полутаната.

### Полутанти земљишта
Интензивна урбанизација, развој индустрије, саобраћаја и пољопривреде доводе до контаминације земљишта. Извори ових загађења могу бити отпадне воде (индустријске, пореклом из домаћинства или контаминиране агрохемикалијама), атмосферски полутанти који земљиште контаминирају падавинама или седиментацијом, као и чврсти отпад који може бити индустријски или комунални. Посебан проблем су и радиоактивни елементи који се могу јавити као полутанти не само земљишта, већ и атмосфере и воде.
Полутанти могу бити неорганске или органске природе, а могу штетно утицати и на физичко-хемијске и биолошке особине земљишта. То може имати штетне последице не само за биљке, већ и за здравље људи и уопште за функционисање ланаца исхране и екосистема.

### Полутанти вода
Интензивна индустријализација и урбанизација је довела и до контаминације површински вода и аквафера (подземних вода). Коришћење контаминираних вода у пољопривредној производњи може да има озбиљне и еколошке и здравствене последице. Уколико се тако контаминирана вода користи за наводњавање биљака, контаминанти се могу преко биљака укључити у ланце исхране, што може изазвати озбиљне здравствене проблеме код конзумената контаминираних биљака, али и код радника који су у току производње у контакту са таквом врстом воде.
Извори хемијске контаминације могу бити различита неорганска или органска једињења која антропогеном активношћу доспевају или у површинске воде или у аквафере. Ту спадају супстанце као што су тешки метали, нитрати, фосфати, флуориди, пестициди, радионуклиди, нафта и нафтни деривати, полициклични ароматични угљоводоници (PAH), полихлоровани бифенили(PCB), фенолна једињења.